# Serial Experiments Lain
Serial Experiments Lain è un anime del 1998 ideato da Yasuyuki Ueda e Yoshitoshi ABe, diretto da Ryūtarō Nakamura e scritto da Chiaki J. Konaka. La trama è incentrata sulla vita di Lain e le sue scoperte sul confine tra la realtà e il mondo virtuale di una futuristica rete Internet chiamata Wired.
L'anime è stato anche (nel 1998) trasposto in un videogioco per PlayStation e sono stati pubblicati diversi artbook.

## Trama
Dopo il suicidio della giovane Chisa Yomoda, alcune ragazze ricevono delle e-mail dalla ragazza. Il sospetto è che si tratti di uno scherzo di cattivo gusto, ma una di loro,
Lain Iwakura (岩倉玲音?, Iwakura Rein) ne rimane particolarmente incuriosita. Dopo aver chiesto al padre un nuovo NAVI (Navigator, l'evoluzione del PC) inizia a navigare nel Wired (una rete di computer simile ad Internet) in cerca di risposte. Da qui in poi una serie di eventi inspiegabili sconvolge la sua vita.
Viene a sapere che un'altra Lain, del tutto simile a lei fisicamente ma caratterialmente opposta, ha fatto la sua apparizione sia nel Wired che nel mondo reale e che i Knights (cavalieri - un gruppo di hacker) sono particolarmente interessati a lei. Sembra infatti che Lain abbia da sempre una controparte nella rete, nata con la rete stessa. Nella ricerca della verità Lain scopre di non avere passato, che i suoi genitori non sono altro che attori e che il suo vero io è quello virtuale.
Attraverso il chip Psyche, Lain entra in contatto con il creatore della struttura del Wired, che dopo aver scaricato la sua coscienza nella rete informatica se ne è autoproclamato Dio; spinta dalle sue richieste, Lain inizia a far sì che la realtà reale e il Wired collidano e si fondano, connettendo tutti gli esseri umani del pianeta terra senza l'ausilio di periferiche attraverso il Protocollo 7 del Wired, che sfrutta la risonanza Schumann. Ma durante il processo si accorge, grazie alla sua unica amica umana Arisu, che la realtà e il Wired devono rimanere separati altrimenti avrebbe solamente provocato altro dolore.
Prende quindi la decisione di resettare il sistema riportando il mondo allo stato precedente alla morte di Chisa e cancellando sé stessa dalla memoria degli esseri umani per estirpare completamente l'anomalia.

## Personaggi
Lain Iwakura (岩倉 玲音?, Iwakura Rein): Lain, la protagonista, è una quattordicenne che scopre la propria vera natura nel corso della serie. Inizialmente viene dipinta come una studentessa timida con pochi amici e scarsi interessi. In seguito sviluppa multiple personalità, sia nel mondo fisico che nel wired. È doppiata da Kaori Shimizu nella versione giapponese e da Perla Liberatori nella versione italiana.
Masami Eiri (英利 政美?, Eiri Masami): Disegnatore chiave del Protocol 7. Mentre lavora per la Tachibana Labs, illecitamente include del codice che gli permette di controllare l'intero protocollo ed include in esso la propria coscienza. Conseguentemente, viene licenziato dalla Tachibana Labs e viene trovato morto sui binari. È convinto che l'unico modo per gli umani di evolversi è liberarsi dalle proprie limitazioni fisiche e vivere come entità digitali. È doppiato da Shō Hayami nella versione giapponese e da Roberto Chevalier nella versione italiana.
Yasuo Iwakura (岩倉 康男?, Iwakura Yasuo): Appassionato di informatica ed elettronica, viene mostrato al lavoro con Eiri Masami presso la Tachibana Labs. In seguito spinge sua figlia Lain ad appassionarsi al Wired e controlla i suoi progressi fino a quando la ragazza non diventa cosciente della propria natura. Lui la lascia dicendole che non gli piaceva fingere di avere una famiglia, ma ciò nonostante le voleva bene. È doppiato da Ryūsuke Ōbayashi nella versione giapponese e da Sergio Di Stefano nella versione italiana.
Alice/Arisu Mizuki (瑞城 ありす?, Mizuki Arisu): Migliore amica e compagna di classe di Lain, è la prima che tenta di aiutarla a socializzare portandola in un nightclub e in seguito tentando di proteggerla e prendendosi cura di lei. Alice è piuttosto riservata rispetto alle altre amiche, ma è dotata di una personalità molto coraggiosa e devota. È doppiata da Yoko Asada nella versione giapponese e da Federica De Bortoli nella versione italiana.
Mika Iwakura (岩倉 美香?, Iwakura Mika): Sorella maggiore di Lain, Mika è una apatica sedicenne che soltanto raramente si interessa a ciò che fa la sorella. Il suo personaggio viene considerato da "Anime Revolution" l'unico "normale" all'interno della famiglia di Lain. Di lei si sa che si vede in un hotel a ore con il fidanzato e che è a dieta. Ad un certo punto della serie la sua personalità viene gravemente danneggiata da una violenta allucinazione. È doppiata da Ayako Kawasumi nella versione giapponese e da Barbara De Bortoli nella versione italiana.
Taro (タロウ?, Tarō): Un ragazzino più o meno dell'età di Lain, che occasionalmente lavora per i Knights per portare alla luce "l'unica verità". Egli non è stato ancora eletto loro membro, e non è a conoscenza delle loro vere intenzioni. Taro adora i videogiochi di realtà virtuale e passa molto del suo tempo presso il nightclub Cyberia con i suoi amici, Myu-Myu e Masayuki. Taro sembra avere una cotta per Lain, ed in un'occasione le chiede anche di uscire insieme. È doppiato da Keito Takimoto nella versione giapponese e da Stefano De Filippis nella versione italiana.

Arisu e Lain

L'"impiegato": Un dirigente superiore della Tachibana Labs che ha un proprio piano segreto, che vuole portare a termine attraverso l'utilizzo degli uomini in nero. L'impiegato è in attesa dell'arrivo di un vero e proprio Dio attraverso il Wired, ed è l'uomo dietro l'assassinio di massa dei Knights. Egli è a conoscenza di molti segreti su Lain, ma è più incline a porre domande piuttosto che a rivelare qualcosa. È doppiato da Shigeru Chiba nella versione giapponese.
Gli uomini in nero: Karl e Lin Sui-Xi lavorano per il succitato "impiegato" nella
ricerca e nell'omicidio di tutti i Knights. Non sono a conoscenza del suo vero piano, ma sanno che Eiri Masami è coinvolto in qualche modo.
Karl è doppiato da Takumi Yamazaki mentre Lin è doppiato da Jōji Nakata nella versione giapponese.

## Anime

### Episodi
| Nº | Titolo italiano | In onda           | In onda |
| Nº | Titolo italiano | Giapponese        |         |
| 01 | Weird           | 6 luglio 1998     |         |
| 02 | Girls           | 13 luglio 1998    |         |
| 03 | Psyche          | 20 luglio 1998    |         |
| 04 | Religion        | 27 luglio 1998    |         |
| 05 | Distortion      | 3 agosto 1998     |         |
| 06 | Kids            | 10 agosto 1998    |         |
| 07 | Society         | 17 agosto 1998    |         |
| 08 | Rumors          | 24 agosto 1998    |         |
| 09 | Protocol        | 31 agosto 1998    |         |
| 10 | Love            | 7 settembre 1998  |         |
| 11 | Infornography   | 14 settembre 1998 |         |
| 12 | Landscape       | 21 settembre 1998 |         |
| 13 | Ego             | 28 settembre 1998 |         |

### Sigle
- Sigla di apertura: Duvet - singolo della band bôa
- Sigla di chiusura: Tōi sakebi - di Nakaido Reichi

### Edizione italiana
L'edizione italiana è stata curata da Dynamic Italia e Dynit: la serie è stata pubblicata per la prima volta in 4 VHS uscite da dicembre 1999 al 2002 e poi in 4 DVD dal 2001 al 2003. Il primo episodio è andato in onda su MTV all'interno dell'Anime Week il 29 settembre 2006. L'ultima edizione è del 2006 in cui i DVD vengono venduti allegati ad una rivista.

## Album
- Serial Experiments Lain Soundtrack - Il primo album realizzato. Contiene le sigle e musiche di Nakaido Reichi ispirate alla serie.
- Serial Experiments Lain Soundtrack: Cyberia Mix - Un secondo album contenente un maggior numero di canzoni di musica elettronica, incluso un remix della sigla iniziale.
- lain BOOTLEG - album contenente 40 brani e diversi altri contenuti extra. Realizzato da Pioneer Records.

## Artbook
- Omnipresence In The Wired - 128 pagine di cui alcune a colori in giapponese. Include anche un breve manga intitolato "The Nightmare of Fabrication".
- Visual Experiments Lain - 80 pagine a colori in giapponese.
- Scenario Experiments Lain - 335 pagine di contenuti relativi a note di produzione e sceneggiature dell'anime.
- Serial Experiments Lain Official Guide - una guida al videogioco per PlayStation.

## Videogioco
Nel videogioco di Serial Experiments Lain per PlayStation, pubblicato nel novembre 1998 il giocatore è chiamato a investigare sulla vita di Lain. Il gioco è stato criticato perché in effetti la sua struttura non è quella di un normale videogioco, poiché non c'è una vera e propria sfida o difficoltà nel raggiungere l'obiettivo finale.

## Accoglienza
Serial Experiments Lain venne trasmesso per la prima volta a Tokyo all'1:15 JST. Nelle recensioni inglesi della serie il termine "weird" (strano) apparve quasi regolarmente, alternato a "bizarre" (bizarro) e "atypical" (atipico), riconducibile principalmente alle libertà artistiche effettuate dall'animazione e alle sue tematiche fantascientifiche inusuali, oltre ai suoi contesti filosofici e psicologici. La critica reagì positivamente a queste peculiarità tematiche ed estetiche e nel 1998 ottenne il Premio dell'Eccellenza al Japan Media Arts Festival per "la sua propensione ad interrogarsi sul significato della vita contemporanea" e per le "domande straordinariamente filosofiche e profonde" che ha sollevato.
Secondo Christian Nutt di Newtype USA, l'elemento più accattivante della serie è la sua profonda osservazione "sugli intricati problemi dell'identità e tecnologia". In una sua analisi del 2005 Nutt lodò il "chara design nitido e pulito" realizzato da ABe e la "perfetta colonna sonora", affermando che "Forse Serial Experiments Lain non è ancora da considerarsi un classico vero e proprio, però è un affascinante salto evolutivo che aiutò a cambiare il futuro degli anime". Anime Jump gli diede una valutazione di 4 stelle e mezzo su 5, mentre Anime on DVD valutò la versione in DVD dei primi due volumi con un A+ in tutti i criteri e una miscela di A e A+ per il terzo e il quarto volume. 
Lain è stato oggetto di grandi osservazioni nell'ambito letterario ed accademico. La Asian Horror Encyclopedia lo definì "un sorprendente anime horror psicologico incentrato sull'influenza fisica e spirituale dell'Internet". Nella serie si può notare costantemente scene di sobborghi in un giorno sereno, in cui le ombre della casa e i pali della corrente contengono strane macchie rosse. L'enciclopedia notò che questi punti rossi sembrano piscine di sangue. Segnalò anche che la morte di una ragazza in un incidente ferroviario ha "origine da molte leggende metropolitane di fantasmi nel ventesimo secolo", specialmente a Tokyo. 
L'antologia Anime Essentials di Gilles Poitras lo descrive come un anime "complesso e in un certo senso esistenzialista" che "portò i limiti" della diversità degli anime negli anni 1990, assieme ai più popolari Neon Genesis Evangelion e Cowboy Bebop. Susan J. Napier, in un suo discorso del 2003 chiamato The Problem of Existence in Japanese Animation (Il problema dell'esistenza nell'animazione giapponese, poi pubblicato nel 2005) all'American Philosophical Society, mise in confronto Serial Experiments Lain con Ghost in the Shell e La città incantata. Secondo la sua tesi, le protagoniste delle altre due opere superano degli ostacoli; loro riescono a tornare nel nostro mondo, mentre Lain no. Napier si è chiesta se ci fosse un motivo per cui Lain dovesse ritornare, "fra un deserto [mondo] 'reale' e un oscuro [mondo] 'virtuale'".
A differenza della serie animata, il videogioco attirò poco l'attenzione del pubblico. Vennero criticati vari aspetti, tra cui l'assenza di un gameplay, l'"interfaccia grezza ", i dialoghi interminabili, l'assenza della musica e i lunghissimi tempi di caricamento. Ciononostante, ricevette anche dei commenti positivi, quali una pregevole grafica adatta ad un computer (dell'epoca) e i bellissimi sfondi.

## Riferimenti nella serie
La serie si rivela come opera complessa e colta, che trova le maggiori fonti di ispirazione nelle teorie del complotto, nel pensiero scientifico, nella controcultura e nella letteratura classica e di fantascienza, come dimostrano gli evidenti riferimenti ad opere come Le avventure di Alice nel Paese delle Meraviglie di Lewis Carroll e, soprattutto, Le tre stimmate di Palmer Eldritch, di Philip K. Dick, indicato dallo stesso sceneggiatore Chiaki J. Konaka come uno dei principali riferimenti.
Altri riferimenti sono:
- Studio As We May Think di Vannevar Bush
- Eight circuit model of consciousness di Timothy Leary
- Apple
- BeOS
- IRIX
- NeXT
- SoftImage 3D
- Linguaggio C
- Lisp
- Simbolismo
- Douglas Engelbart
- banda ELF
- Frattali
- Illuminati
- I cavalieri del Lambda calcolo
- Cavalieri templari
- La filosofia di Mario Perniola
- John Cunningham Lilly
- Majestic 12
- Progetto Manhattan
- Ipertesto
- Memex
- Progetto Xanadu
- Douglas Rushkoff e il suo libro Cyberia
- Cordwainer Smith
- Realtà virtuale
- Risonanza Schumann
- Marcel Proust
- Giovanna d'Arco
- A Nightmare on Elm Street
- Protocollo TCP/IP (In particolare IPv6)
- ISA MIPS